# Багач, Александр Николаевич
Александр Николаевич Багач (род. 21 ноября 1966, Матусов) — украинский толкатель ядра.

## Спортивная карьера
Родился 21 ноября 1966 года в селе Матусов Шполянского района Черкасской области.
Завоевывал бронзовые медали на Олимпийских играх и чемпионатах мира. Был лишён золотой медали на Чемпионате мира в 1997 году из-за того, что не прошёл допинг-контроль на эфедрин. До того был дисквалифицирован на два года из-за непрохождения теста на тестостерон в 1989 году.
После положительного теста на допинг в 2000 году был дисквалифицирован навсегда. После этого, экс-легкоатлет тренирует украинских паралимпийцев, его воспитанник Александр Ясеновой — бронзовый призёр Пекина в толкании ядра и метании диска.

## Титулы и достижения
- Летние Олимпийские игры:
  - Летние Олимпийские игры 1996, Атланта — бронза

- Чемпионаты мира:
  - 1993, Штутгарт — бронза
  - 1999, Севилья — бронза

- Чемпионаты Европы:
  - 1994, Хельсинки — бронза
  - 1998, Будапешт — золото

- Чемпионаты мира в помещении:
  - 1999, Маэбаси — золото
  - 1997, Париж — серебро
  - 1993, Торонто — бронза

- Чемпионаты Европы в помещении:
  - 1992, Генуя — золото
  - 1994, Париж — золото

- Чемпионаты Европы среди юниоров:
  - 1985, Котбус — серебро

## Государственные награды
- Почётный знак отличия Президента Украины (07.08.1996)[4]